# Смерть їй личить
«Смерть їй ли́чить» (англ. Death Becomes Her) — американська фантастична кінокомедія режисера Роберта Земекіса, головні ролі в якій зіграли Меріл Стріп, Брюс Вілліс та Ґолді Гоун. Фільм отримав премію Оскар у номінації «найкращі візуальні ефекти».
Акторка Медлін Ештон одержима бажанням лишитися молодою. Спробувавши різні засоби, вона дізнається про еліксир, здатний зробити її молодою і безсмертною. Та отримавши бажане, вона стикається зі своєю суперницею, в якої багато років тому відбила чоловіка — і яка прагне помститися.

## Сюжет
У 1978 році самозакохана акторка Медлін Ештон грає в бродвейському мюзиклі. За мюзиклом спостерігають письменниця Гелен Шарп і її наречений, відомий пластичний хірург Ернест Менвілл. Ернест — єдиний, кому мюзикл сподобався, і в захваті від Гелен, яка вважає себе старою. Ернест розриває заручини з Гелен, щоб одружитися з Медлін. Через 7 років самотню, огрядну, неохайну Гелен відправляють до психіатричної лікарні, де вона загорається бажанням помститися Медлін (перед візитом поліції вона дивилася по телевізору фільм, у якому Медлін душать; потім вона буквально сприймає слова лікарки, що Медлін треба «знищити»).
Ще через 7 років Медлін та Ернест живуть розкішним, але нудним життям у Беверлі-Гіллз. Медлін старішає і більше не грає, а Ернест, тепер алкоголік, змушений працювати бальзамувальником. Отримавши запрошення на вечірку з нагоди виходу нової книги Гелен, Медлін спершу відвідує косметичні процедури. Одержима бажанням виглядати молодшою, Медлін отримує візитну картку таємничої заможної дами Лізл фон Руман. Медлін не вірить, що це допоможе, та рве візитівку. Ввечері того ж дня вона та Ернест відвідують вечірку Гелен і виявляють, що Гелен стала надзвичайно гарною і заможною. Гелен пробачає Медлін, але потім каже Ернесту, що Медлін занапастила його життя.
Пізніше Медлін відвідує свого молодого коханця, але дізнається, що той зустрічався з нею тільки заради грошей. Розчарована в своїй зовнішності, Медлін знаходить порвану візитівку та їде в маєток Лізл. Молода і гордовита Лізл пропонує Медлін зілля вічної молодості, але хоче за нього дуже велику ціну. Омолодивши руку Меделін, Лізл переконує її купити зілля та натякає, що вона — акторка Грета Гарбо. Випивши зілля, Медлін стає молодою та прекрасною. Але Лізл попереджає, що про тіло треба добре дбати і приховувати своє безсмертя.
У той же час Гелен відвідує Ернеста і вмовляє його вбити дружину, обставивши все як нещасний випадок. Раптово Медлін повертається додому та принижує Ернеста. Він штовхає її зі сходів, ламаючи Медлін шию. Однак вона тепер не може померти, і лишається з поверненою назад головою, яку потім силоміць ставить на місце. Ернест везе дружину до лікарні, де виявляється, що вона застигла в стані смерті, тому її відвозять у морг. Ернест забирає її додому, де Медлін підслуховує, як Ернест і Гелен обговорюють плани її вбивства. Медлін стріляє в Гелен з рушниці. Постріл залишає велику діру в тулубі Гелен, але вона лишається жива, засвідчуючи, що теж випила зілля Лізл. Гелен і Медлін сваряться, та потім миряться, адже вони тепер однакові. Вражений ситуацією, Ернест готується піти, але Гелен і Медлін змушують його відремонтувати їхні тіла. Розуміючи, що їм знадобиться регулярний догляд, вони планують, щоб Ернест випив зілля та вічно доглядав за ними.
Жінки приголомшують Ернеста і приводять його до Лізл. Попри спокусу жити вічно, Ернест відкидає пропозицію випити зілля, нажаханий перспективою бачити, як навколо помиратимуть усі близькі люди. Він викрадає зілля й тікає через зал, де зібралися на вечірку інші клієнти Лізл (серед яких є Елвіс Преслі). Ернест потрапляє в пастку на даху, переслідуваний сторожовими собаками. Гелен і Медлін благають Ернеста випити зілля, щоб пережити неминуче падіння, але, розуміючи, що вони хочуть його лише з егоїстичних міркувань, він викидає зілля. Ернест падає, проте виживає, опинившись у басейні, і тікає.

Минає 37 років. Медлін і Гелен відвідують похорони Ернеста. З'ясовується, що він прожив повне пригод життя, одружився і виростив багато дітей і онуків, а ще зробив великий внесок у науку та благодійність. Медлін і Гелен маскують свої травми макіяжем; вони тепер — сварливі та дріб'язкові. Насміхаючись із проповіді священника, вони обидві спотикаються на сходах, падають і розпадаються на частини. Голова Гелен запитує в голови Медлін, чи пам'ятає вона, де припарковане їхнє авто.

## У ролях
| Актор               | Роль                                      |
| ------------------- | ----------------------------------------- |
| Меріл Стріп         | Медлін Ештон                              |
| Брюс Вілліс         | доктор Ернест Менвіл                      |
| Ґолді Гоун          | Гелен Шарп                                |
| Ізабелла Росселліні | Лізль фон Руман                           |
| Сідні Поллак        | доктор, який оглядає Медлін після падіння |
| Ієн Оґілві          | Містер Шагалл                             |
| Адам Сторк          | Дакота, коханець Медлін                   |
| Ненсі Фіш           | служниця Роуз                             |
| Алайна Рід Голл     | психолог                                  |
| Мішель Джонсон      | косметологиня                             |
| Мері Еллен Трейнор  | Вівіан Адамс                              |
| Вільям Френкфазе    | містер Франклін                           |
| Дебра Джо Рапп      | пацієнтка                                 |
| Фабіо Ланзоні       | один з охоронців Лізль фон Руман          |
| Джон Інос III       | один з охоронців Лізль фон Руман          |
| Денні Лі Кларк      | один з охоронців Лізль фон Руман          |

## Сприйняття
Фільм отримав неоднозначні відгуки критики, яка хвалила його спецефекти та головну роль, але вважала, що йому бракує глибини та змісту. Сайт-агрегатор рецензій Rotten Tomatoes присудив фільму 57 % схвальних оцінок з підсумком: «Гоун і Стріп такі ж казкові, як і інноваційні спецефекти „Смерть їй личить“; з іншого боку, сатира Земекіса така ж порожня, як і світ, який він висміює». На Metacritic фільм отримав середньозважену оцінку 56 зі 100, відповідаючи «змішаним або посереднім відгукам».
Дейв Кер у Chicago Tribune зробив висновок: Земекіс штовхає комедію в дедалі темніші та тривожніші напрямки, що нагадує гумористичне прочитання «Світанку мерців». Фільм гальмує в кількох нудних пояснювальних уривках, але швидко повертається до життя, коли Земекіс демонструє вигадливі та жахливі викривлення людського тіла. Критик похвалив, що Земекіс використовує безперервні довгі кадри, котрі додають правдоподібності.
Тодд Маккарті у Variety писав, що найбільше похвали заслуговують режисер візуальних ефектів Кен Ралстон, дизайнер гриму Дік Сміт, розробник протезів Кевін Гайні та дизайнери й творці спеціальних ефектів тіла Том Вудрафф-молодший і Алек Гілліс. Режисура постановки Ріка Картера та дизайн костюмів Джоанни Джонстон надзвичайно винахідливі, а музика Алана Сільвестрі проникливо передає відчуття мелодрами 1940-х. Великий внесок зробив оператор Дін Канді, віддавши перевагу частому використанню ширококутних об'єктивів у поєднанні з довгими планами. Тематично ж «Смерть їй личить» — це дуже похмура комедія, що викликає набагато більше дивного захоплення, ніж відвертого сміху.